# Resolução 202 do Conselho de Segurança das Nações Unidas
A Resolução 202 do Conselho de Segurança das Nações Unidas aprovada em 6 de maio de 1965, após ter reafirmado as propostas da Assembleia Geral, o Conselho solicitou que nenhum Estado membro aceitasse a Declaração Unilateral de Independência da Rodésia do Sul e que o Reino Unido tomasse todas as medidas necessárias para a impedir. A resolução também pedia que todos os prisioneiros políticos fossem libertados e a liberdade dos partidos políticos de operar no país. O Conselho solicitou que o Reino Unido trabalhasse para uma constituição equitativa e para a futura independência de uma Rodésia do Sul, governada pela maioria.
A resolução foi aprovada por sete votos a zero; França, União Soviética, Reino Unido e Estados Unidos abstiveram-se de votar.